# Grupo de Contato Internacional sobre a Libéria
O Grupo de Contato Internacional sobre a Libéria (em inglês:  International Contact Group on Liberia, ICGL), composto por membros das Nações Unidas, da Comunidade Econômica dos Estados da África Ocidental (CEDEAO), da União Africana, Banco Mundial, Estados Unidos, Gana, Nigéria, Reino Unido, Alemanha, Espanha e Suécia., foi formado a partir da necessidade de uma resposta internacional e regional aos conflitos liberianos (Primeira Guerra Civil da Libéria e Segunda Guerra Civil da Libéria). O Grupo de Contato Internacional foi citado pelo Acordo Geral de Paz de Accra com uma série de tarefas, principalmente garantindo a implementação fiel do acordo por todas as partes.